# Begonia boraceiensis
Espèce
Begonia boraceiensis est une espèce de plantes de la famille des Begoniaceae.
L'espèce fait partie de la section Pritzelia.
Elle a été décrite en 1968 par Osvaldo Handro.

## Répartition géographique
Cette espèce est originaire du Brésil.